# إيمانويل مودياي
إيمانويل مودياي (بالفرنسية: Emmanuel Mudiay)‏ مواليد 5 مارس 1996 في كينشاسا، زائير، هو لاعب كرة سلة كونغولي بدأ مسيرته الاحترافية في سنة 2014 حيث تم اختياره من قبل فريق دنفر ناغتس خلال الدرافت يلعب مع فريق دنفر ناغتس في الرابطة الوطنية لكرة السلة كلاعب هجوم خلفي ويحمل الرقم 0. يبلغ طوله 6 قدم 5 بوصة (2.0 م).

## إحصائيات المسيرة

### الموسم الاعتيادي
| السنة   | الفريق     | لعب | بدأ | دقيقة | ميداني% | ثلاثية | حرة  | ارتداد | صنع | استلاب | تصدي | نقطة |
| ------- | ---------- | --- | --- | ----- | ------- | ------ | ---- | ------ | --- | ------ | ---- | ---- |
| 2015–16 | دنفر ناغتس | 68  | 66  | 30.4  | .364    | .319   | .670 | 3.4    | 5.5 | 1.0    | .5   | 12.8 |
| المسيرة | المسيرة    | 68  | 66  | 30.4  | .364    | .319   | .670 | 3.4    | 5.5 | 1.0    | .5   | 12.8 |

## روابط خارجية
- إيمانويل مودياي على موقع إن بي أي (الإنجليزية)
- إيمانويل مودياي على موقع سبورتس رفرنس (الإنجليزية)
- إيمانويل مودياي على موقع كرة السلة الأوروبية.كوم (الإنجليزية)
- إيمانويل مودياي على موقع DraftExpress.com (الإنجليزية)
- إيمانويل مودياي على موقع إي إس بي إن.كوم (الإنجليزية)
- إيمانويل مودياي على موقع ريلجم (الإنجليزية)
- إيمانويل مودياي على موقع بروبوليرز (الإنجليزية)
- إيمانويل مودياي على موقع سبورتس رفرنس (الإنجليزية)
- إيمانويل مودياي على موقع سبورتس رفرنس (الإنجليزية)